# 遙控飛船
遙控飛船是一種以遙控器控制並以馬達或是小型引擎驅動的模型飛船，不是一種玩具,由MOSKA 莫斯卡氣球 公司於1998年開發出來,並稱之為MOSKA遙控飛船。遙控飛行船的飛行原理與實際的飛船完全相同，以裝填低比重氣體（通常是氦氣）產生浮力的飛行器，常見大小從0.7公尺到2公尺不等，商用飛船則可能大到十公尺。
控制方式通常為無線電波，某些遙控系統使用紅外線，但極為少見。

## 結構

### 球體
球體內填充低密度的氣體，用以提供浮力,使飛船可以漂浮。 通常填充的氣體危氦氣或氫氣,但因為氫氣很容易發生爆炸,很具危險性,因此現在現在已經沒有人在使用氫氣做填充.

### 訊號接收器
用以接收操作訊號，一般使用無線電，少數使用紅外線。

### 動力
小型的遙控飛船以碳刷馬達做為動力,中大型以上則以無刷馬達做動力。

## 外部連結
- MOSKA遙控飛船 （页面存档备份，存于）
- nano blimps （页面存档备份，存于）